# Louis Corriveau
Louis Corriveau, né le 23 mars 1964 à Sainte-Marie en Beauce au Québec, est un prélat canadien de l'Église catholique. Depuis le 21 mai 2019, il est l'évêque du diocèse de Joliette au Québec. Auparavant, de 2016 à 2019, il était évêque auxiliaire de l'archidiocèse de Québec. Il est prêtre catholique depuis 1990.

## Biographie
Louis Corriveau est né le 23 mars 1964 à Sainte-Marie en Beauce au Québec,,. Il effectue ses études primaires et secondaires à Sainte-Marie ainsi que ses études collégiales au Collège de Lévis. En 1983, il est admis au Grand Séminaire de Québec en vue de devenir prêtre.
Le 15 août 1989, il est ordonné diacre pour l'archidiocèse de Québec. Le 16 juin 1990, il est ordonné prêtre pour ce même diocèse par l'évêque Clément Fecteau,,. Il est d'abord vicaire de la paroisse de Saint-Georges de 1990 à 1996, puis, de celle de Saint-Jean-de-la-Lande de 1996 à 1997. De 1997 à 1998, il se rend à Paris en France pour suivre une formation sur la spiritualité. De 1998 à 2010, il enseigne au Grand Séminaire de Québec. En 2011, il est nommé curé des paroisses de Saint-Léonard-de-Portneuf, de Saint-Raymond, de Sainte-Christine-d'Auvergne et de Saint-Bernardin-de-Sienne (Rivière-à-Pierre).
Le 25 octobre 2016, il est nommé évêque auxiliaire de l'archidiocèse de Québec et évêque titulaire d'Arena (de). Le 8 décembre suivant, il est consacré évêque par le cardinal Gérald Cyprien Lacroix avec les évêques Gaétan Proulx et Clément Fecteau comme co-consécrateurs en la basilique Sainte-Anne-de-Beaupré. Le 21 mai 2019, il est nommé évêque du diocèse de Joliette,,. Le 28 juin suivant, il inaugure cet épiscopat en la cathédrale Saint-Charles-Borromée de Joliette.